# OsxTrojan/1a
osxTrojan/1a war der erste Proof of Concept eines möglichen Schadprogramms für das Betriebssystem macOS. Er wurde am 21. März 2004 von Bo Lindbergh in der Newsgroup comp.sys.mac.programmer.misc veröffentlicht. Es ist jedoch kein Schadprogramm bekannt, welches das demonstrierte Konzept tatsächlich ausnutzte.

## Funktionsweise
Der Trojaner konnte durch ausnutzen einer Sicherheitslücke sich als eine andere Dateiart ausgeben. Zum Beispiel verwendete der Trojaner das iTunes-Icon für MP3-Dateien und die Dateiendung .mp3. Hauptsächlich wurde der Dateiname song.mp3 verwendet.
Beim Ausführen des Trojaners wurde eine eigenständige Applikation mit eigener Engine gestartet. Dieser Trojaner aus dem Jahre 2004 war nur ein Proof of Concept und somit nicht schädlich.
Apple behob die vom Trojaner ausgenützte Sicherheitslücke mit dem Upgrade auf Mac OS X 10.3 Panther.